# Тёплая Речка (Тяжинский район)
Тёплая Ре́чка — деревня в Тяжинском районе Кемеровской области. Входит в состав Ступишинского сельского поселения.

## География
Центральная часть населённого пункта расположена на высоте 167 метров над уровнем моря.

## Население
| 1926 | 2002 | 2010 |
| ---- | ---- | ---- |
| 1184 | ↘114 | ↘59  |

По данным Всероссийской переписи населения 2010 года, в деревне Теплая Речка проживает 59 человек (33 мужчины, 26 женщин).